# Diocesi di Guarenas
La diocesi di Guarenas (in latino Dioecesis Guarenensis) è una sede della Chiesa cattolica in Venezuela suffraganea dell'arcidiocesi di Caracas. Nel 2021 contava 666.900 battezzati su 702.530 abitanti. È retta dal vescovo Tulio Luis Ramírez Padilla.

## Territorio
La diocesi comprende 8 comuni dello stato venezuelano di Miranda: Plaza, Zamora, Acevedo, Brión, Buroz, Andrés Bello, Páez e Pedro Gual.
Sede vescovile è la città di Guarenas, dove si trova la cattedrale di Nostra Signora di Copacabana.
Il territorio si estende su una superficie di 5.186 km² ed è suddiviso in 24 parrocchie.

## Storia
La diocesi è stata eretta il 30 novembre 1996 con la bolla Maiori Christifidelium di papa Giovanni Paolo II, ricavandone il territorio dalla diocesi di Los Teques.

## Cronotassi dei vescovi
Si omettono i periodi di sede vacante non superiori ai 2 anni o non storicamente accertati.
- Gustavo García Naranjo (30 novembre 1996 - 11 dicembre 2020 ritirato)
- Tulio Luis Ramírez Padilla, dall'11 dicembre 2020

## Statistiche
La diocesi nel 2021 su una popolazione di 702.530 persone contava 666.900 battezzati, corrispondenti al 94,9% del totale.
| anno | popolazione | popolazione | popolazione | presbiteri | presbiteri | presbiteri | presbiteri                | diaconi | religiosi | religiosi | parrocchie |
| anno | battezzati  | totale      | %           | numero     | secolari   | regolari   | battezzati per presbitero | diaconi | uomini    | donne     | parrocchie |
| ---- | ----------- | ----------- | ----------- | ---------- | ---------- | ---------- | ------------------------- | ------- | --------- | --------- | ---------- |
| 1999 | 504.000     | 533.000     | 94,6        | 33         | 18         | 15         | 15.272                    | 3       | 19        | 40        | 24         |
| 2000 | 521.000     | 550.895     | 94,6        | 27         | 12         | 15         | 19.296                    | 3       | 17        | 39        | 24         |
| 2001 | 526.000     | 557.426     | 94,4        | 30         | 15         | 15         | 17.533                    | 3       | 15        | 40        | 24         |
| 2002 | 520.000     | 550.895     | 94,4        | 33         | 16         | 17         | 15.757                    | 3       | 17        | 53        | 24         |
| 2003 | 523.857     | 550.895     | 95,1        | 30         | 16         | 14         | 17.461                    | 3       | 14        | 55        | 24         |
| 2004 | 523.857     | 550.895     | 95,1        | 29         | 16         | 13         | 18.064                    | 3       | 13        | 55        | 24         |
| 2006 | 539.000     | 567.000     | 95,1        | 32         | 19         | 13         | 16.843                    | 4       | 13        | 50        | 24         |
| 2013 | 602.000     | 633.000     | 95,1        | 46         | 29         | 17         | 13.086                    | 6       | 17        | 25        | 24         |
| 2016 | 627.000     | 660.000     | 95,0        | 33         | 24         | 9          | 19.000                    | 7       | 9         | 25        | 24         |
| 2019 | 651.000     | 685.400     | 95,0        | 31         | 21         | 10         | 21.000                    | 12      | 10        |           | 26         |
| 2021 | 666.900     | 702.530     | 94,9        | 30         | 21         | 9          | 22.230                    | 14      | 9         | 11        | 24         |